# Oculo

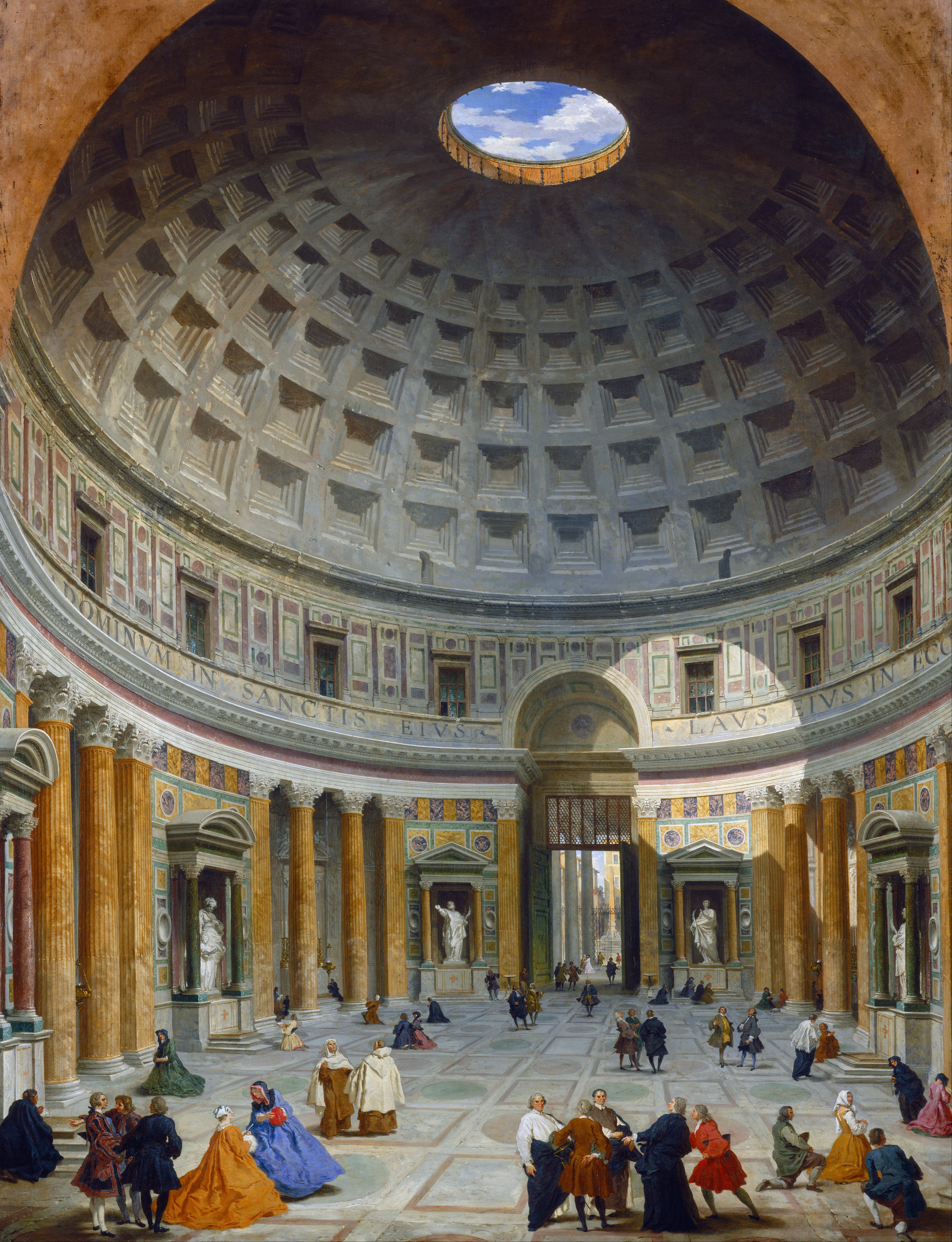
L'opaion del Pantheon di Roma in un dipinto del 1734 di Giovanni Paolo Pannini

Per oculo od occhio s'intende, in architettura, un'apertura di forma circolare praticata nelle pareti di un edificio.
Un oculo può spesso essere solo dipinto (effetto Trompe-l'œil).

## Opaion
Il termine viene usato anche per l'apertura circolare che si può ritrovare alla sommità di una cupola, più precisamente definita opaion (dal greco antico ὀπαῖον?, "piccola apertura"), con lo scopo di fare entrare luce all'interno della costruzione. L'apertura dell'opaion di una cupola corrisponde, per posizione e dal punto di vista statico, a quella della chiave di volta in un arco. Per stabilizzare questo punto critico, l'opaion di costruzioni come il Pantheon è rinforzato da una cornice dotata di elementi metallici.

## Esempi dioculiarchitettonici

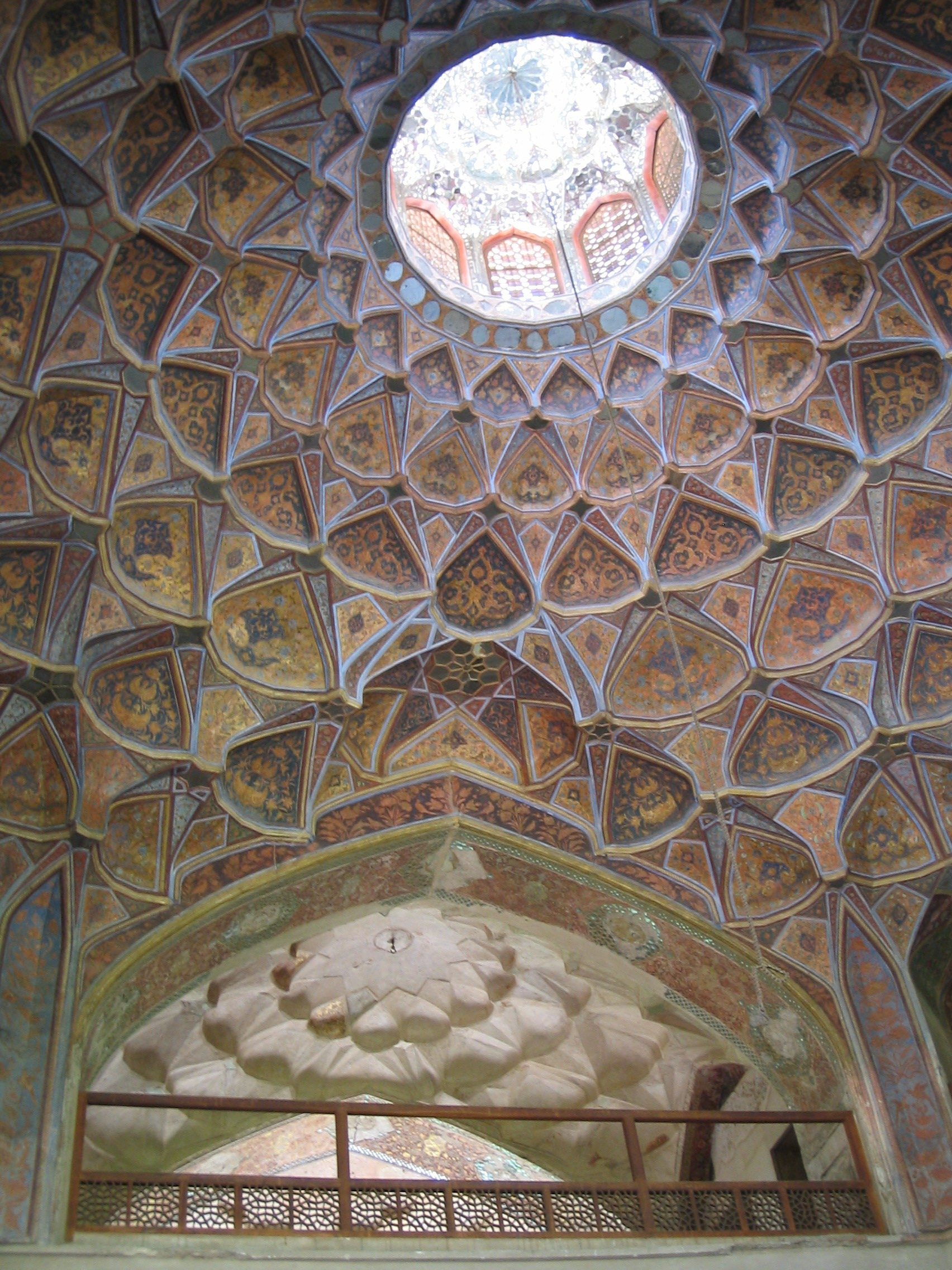
Opaion aperto nel soffitto d'ispirazione safavide dello Hasht Behesht, un palazzo situato a Ispahan, in Iran.
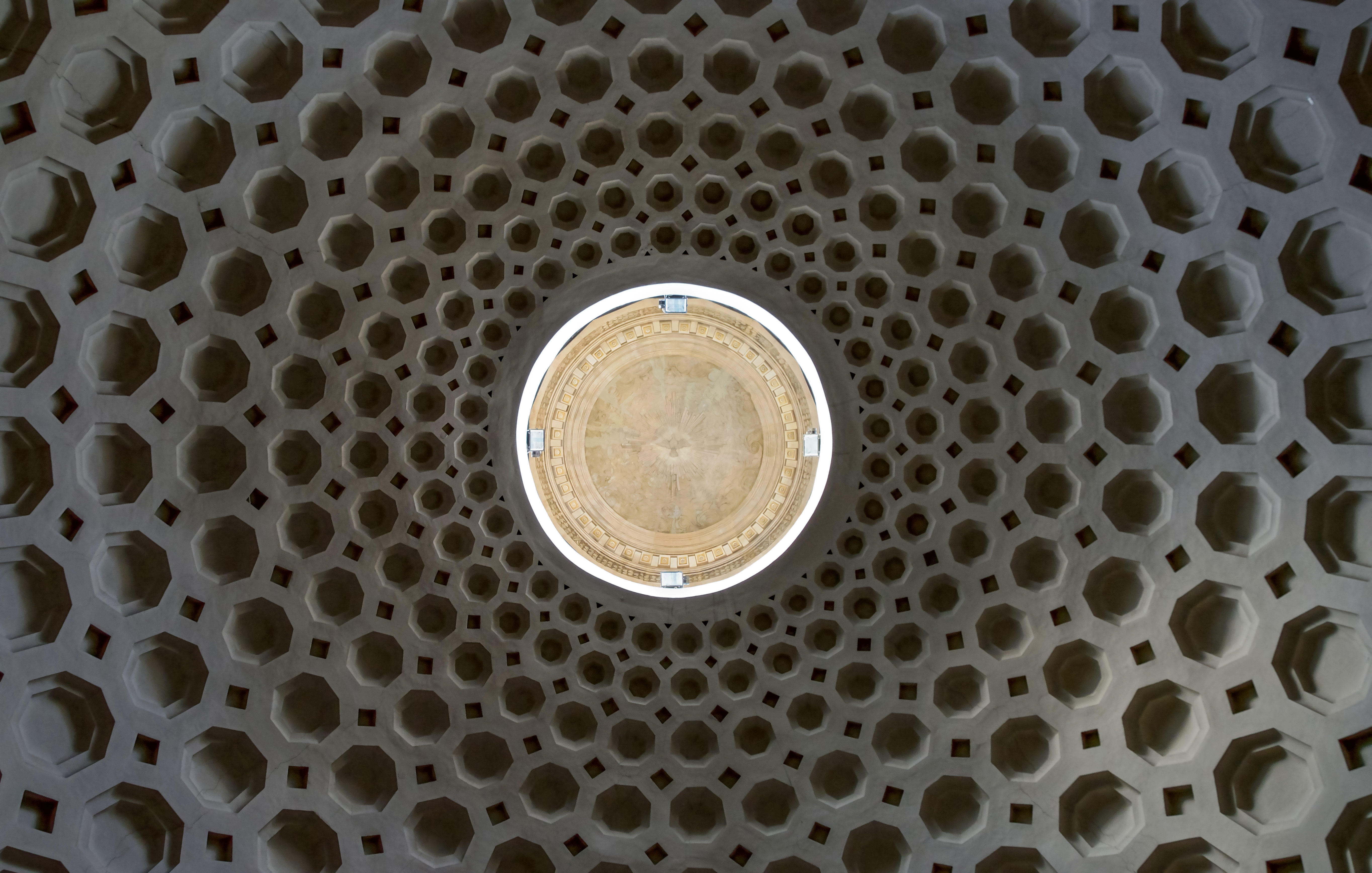
La cupola a cassoni ottagonali e l'opaion della chiesa di San Bernardo alle Terme a Roma.
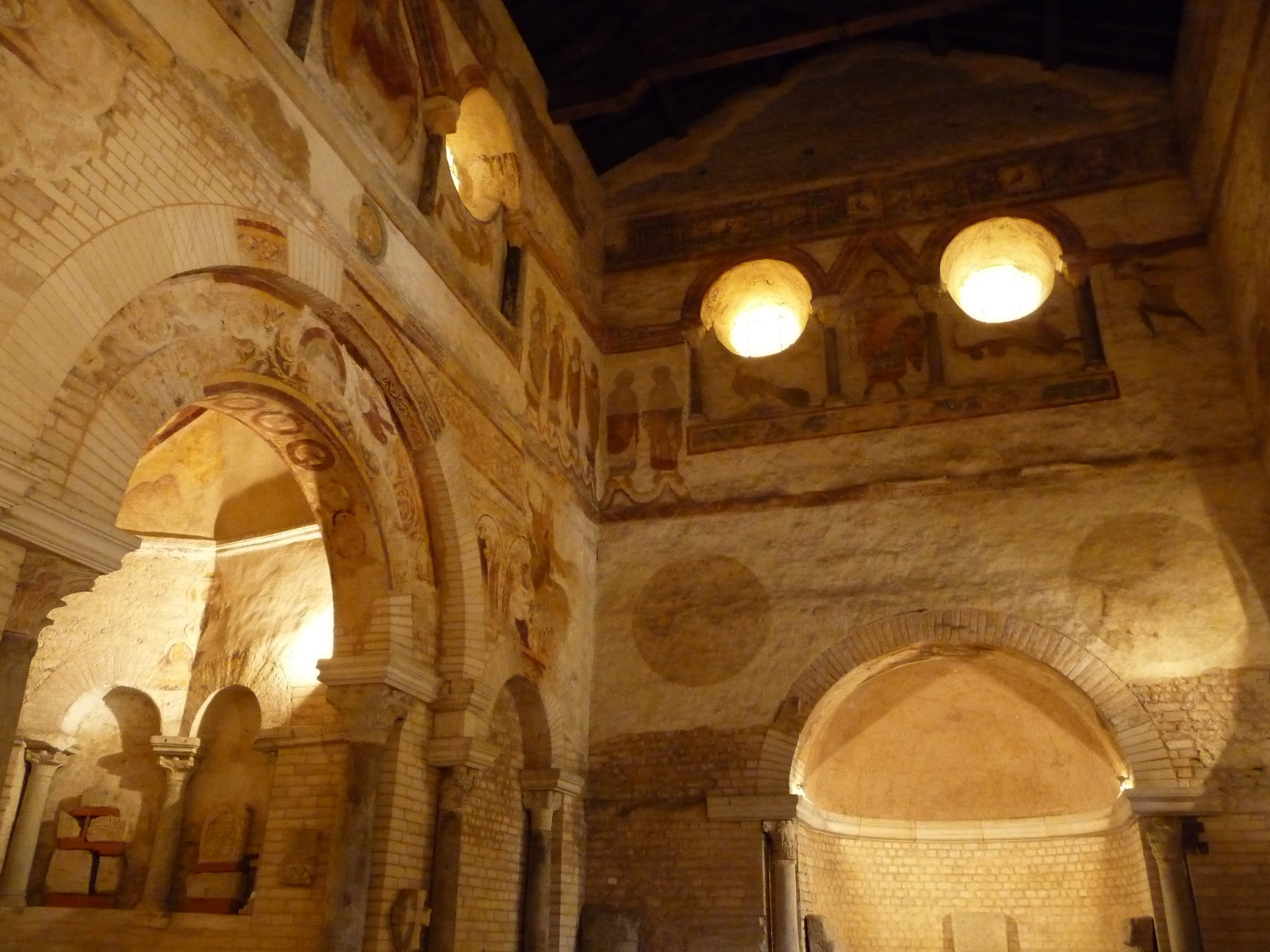
Oculi della parte di arte merovingia del Battistero di San Giovanni a Poitiers (VI-VII secolo).
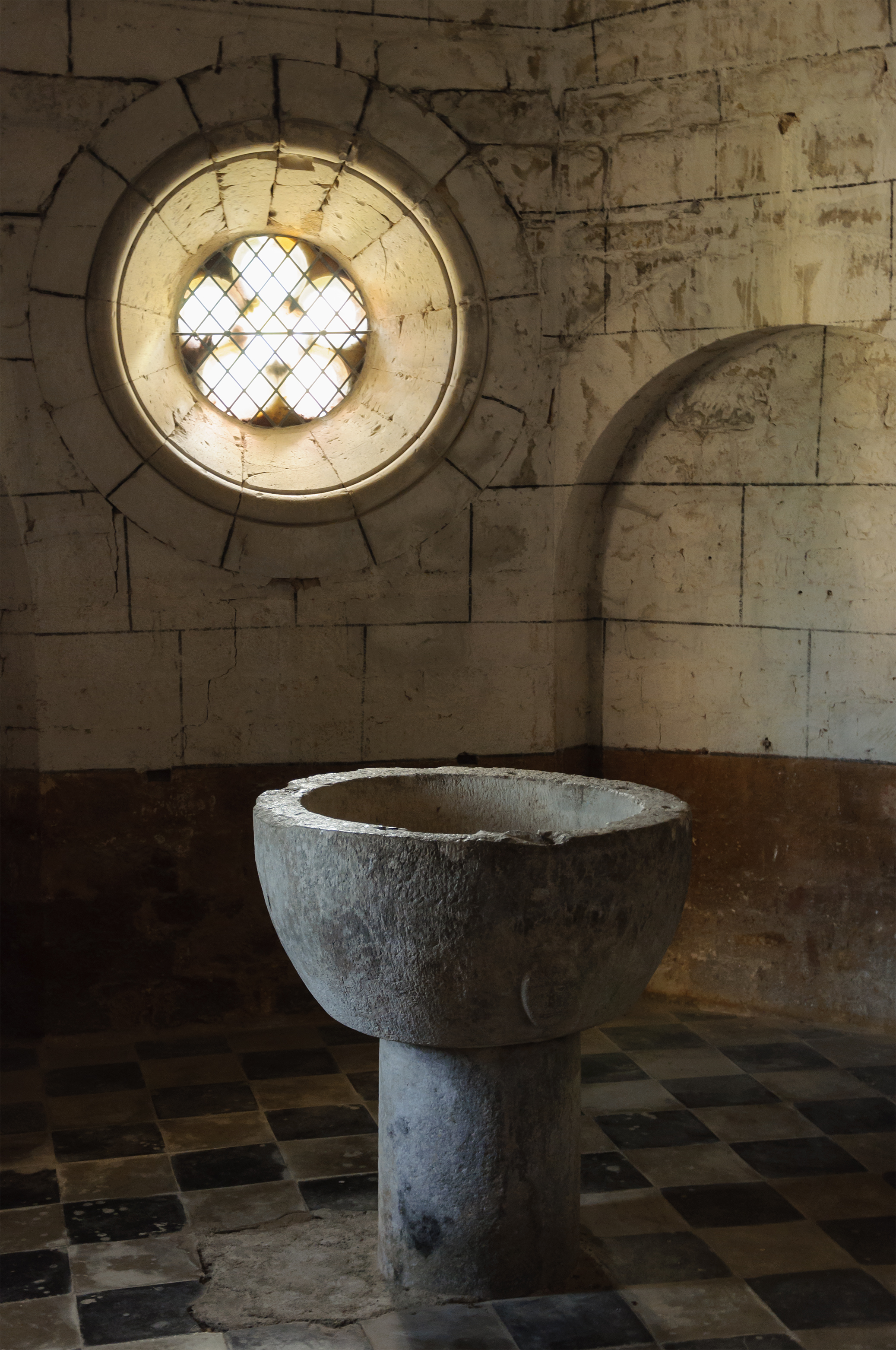
Oculus pentalobato nella chiesa di San Biagio a Lacommande (Pirenei Atlantici, Francia).
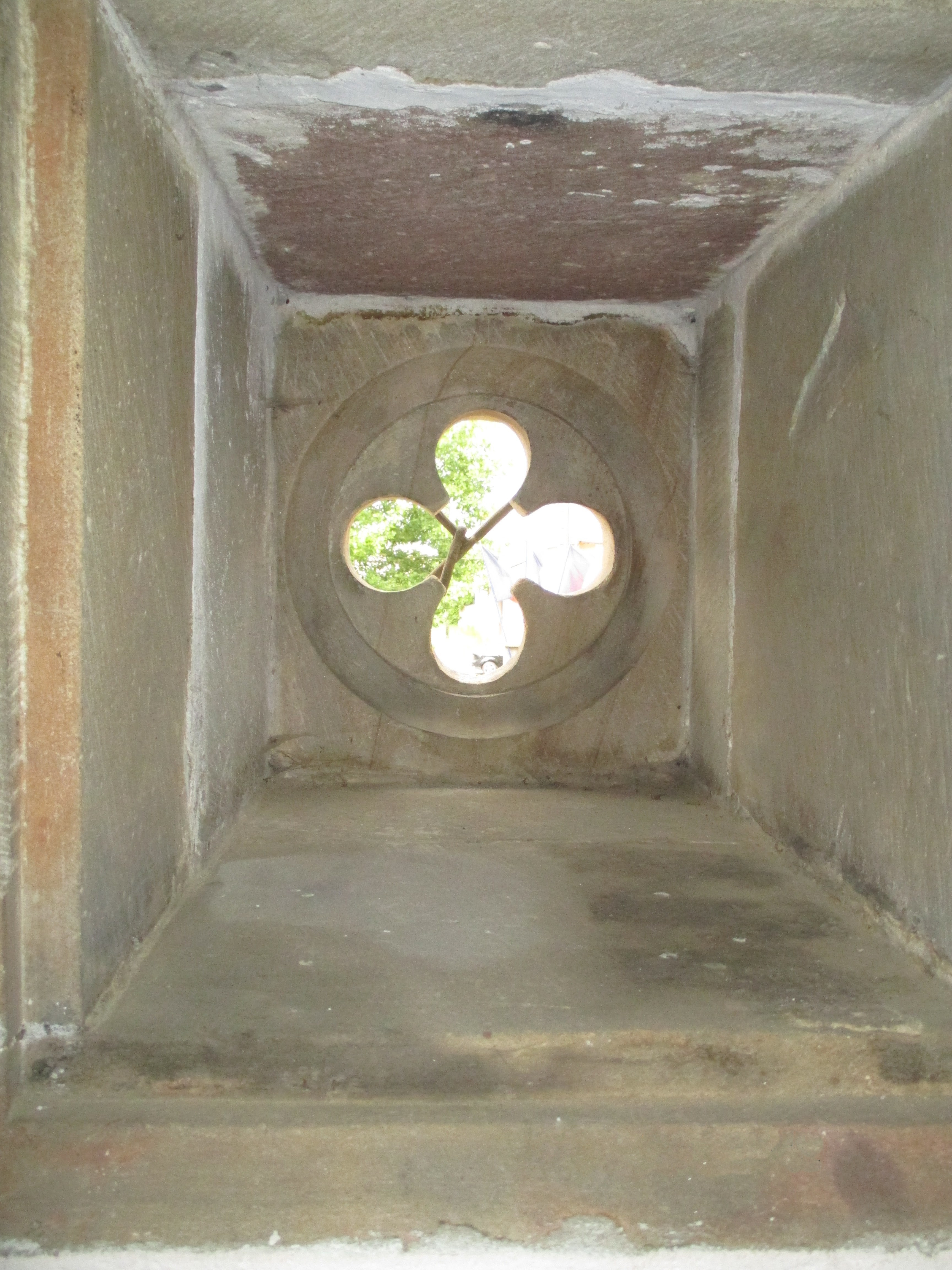
Oculo quadrilobato della chiesa di Saint-Epvre di Vomécourt (dipartimento dei Vosgi, Francia): aperto nel muro della facciata nord-est dell'edificio.